# Serro Ventoso
Serro Ventoso est une freguesia portugaise située dans le District de Leiria.
Avec une superficie de 34,16 km2 et une population de 1 114 habitants (2001), la paroisse possède une densité de 32,6 hab/km2.